# Ле-Порт-ан-Ре
Ле-Порт-ан-Ре (фр. Les Portes-en-Ré) — коммуна во Франции, находится в регионе Пуату — Шаранта, на острове Ре. Департамент коммуны — Шаранта Приморская. Входит в состав кантона Арс-ан-Ре. Округ коммуны — Ла-Рошель.
Код INSEE коммуны — 17286.

## Население
Население коммуны на 2010 год составляло 651 человек.
| 1962 | 1968 | 1975 | 1982 | 1990 | 1999 | 2010 |
| ---- | ---- | ---- | ---- | ---- | ---- | ---- |
| 412  | 424  | 478  | 513  | 660  | 661  | 651  |

## Ссылки

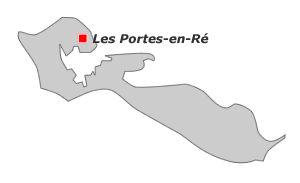
Местоположение коммуны на острове Ре